# Amanda Righetti
Amanda Righetti (St. George, 4 april 1983) is een Amerikaans televisie- en filmactrice van Italiaanse afkomst. Ze maakte haar filmdebuut in 1995 in Love and Happiness. Ze speelde van 2008 tot en met 2015 agent Grace Van Pelt in de televisieserie The Mentalist.
Righetti trouwde in april 2006 met regisseur Jordan Alan, met wie ze in 2013 een zoon kreeg. Ze groeide op in een gezin met zes zussen en één broer. Haar achternaam dankt ze aan haar Italiaanse vader.

## Filmografie
- Love at the Shore (2017, televisiefilm)
- Cats Dancing on Jupiter (2015)
- Chateau Meroux (2011)
- Captain America: The First Avenger (2011)
- Wandering Eye (2011, televisiefilm)
- Friday the 13th (2009)
- Role Models (2008)
- Matter (2008, korte film)
- Return to House on Haunted Hill (2007)
- Pipeline (2007)
- Marlowe (2007, televisiefilm)
- Romy and Michele: In the Beginning (2005, televisiefilm)
- No Place Like Home (2003, televisiefilm)
- Angel Blade (2002)
- Kiss & Tell (1997)
- Love and Happiness (1995)

## Televisieseries
*Exclusief eenmalige gastrollen
- Colony - Madeline Kenner (2016-2017, 23 afleveringen)
- The Mentalist - Grace Van Pelt (2008-2015, 132 afleveringen)
- K-Ville - A.J. Gossett / ... (2007, drie afleveringen)
- Reunion - Jenna Moretti (2005-2006, dertien afleveringen)
- North Shore - Tessa Lewis (2004-2005, twintig afleveringen)
- The O.C. - Hailey Nichol (2003-2005, twaalf afleveringen)